# 錫達科斯河

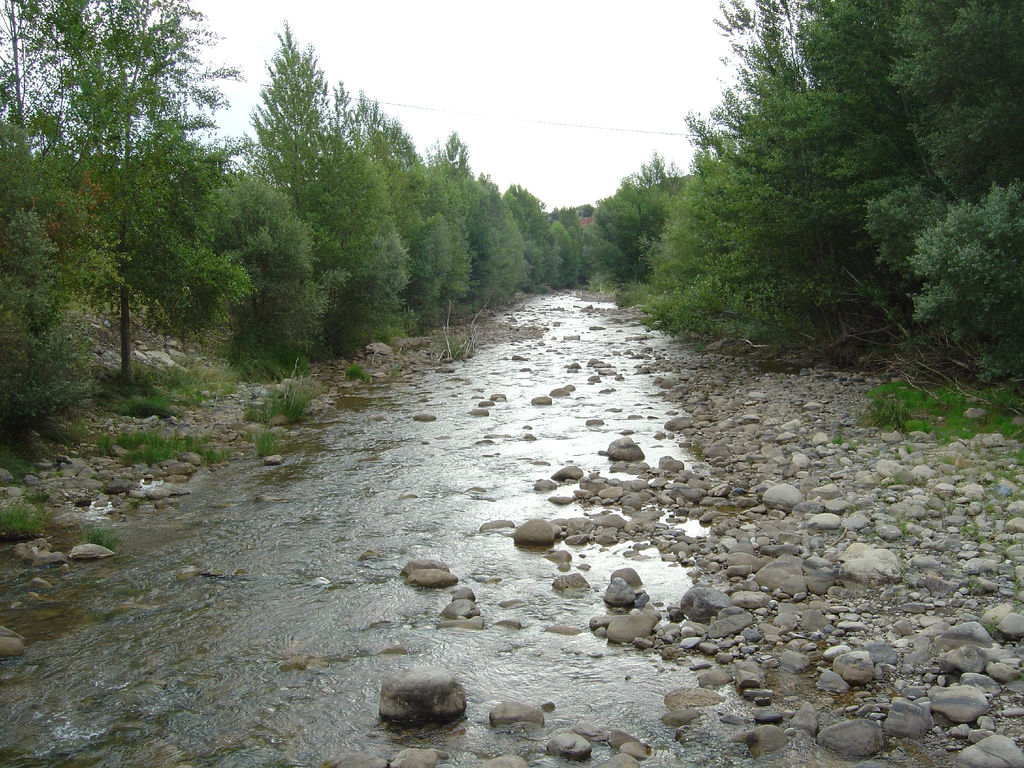

錫達科斯河是西班牙的河流，流經卡斯蒂利亞-萊昂、索里亞省和拉里奧哈，屬於埃布羅河的支流，河道全長82.8公里，流域面積696平方公里，平均流量每秒2.7立方米。